# Apparizioni di Cimbres

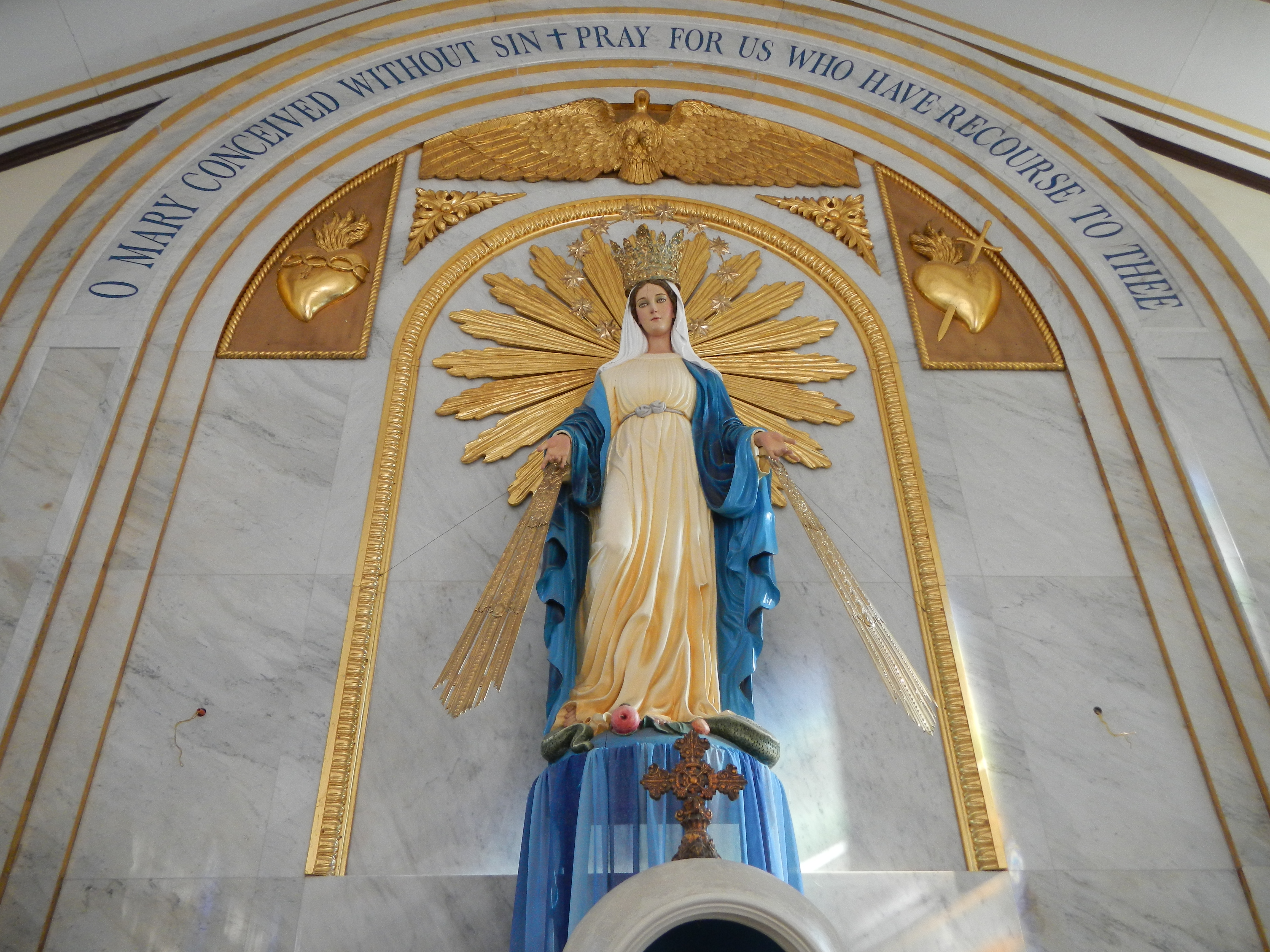
Madonna delle Grazie, il titolo dell'apparizione mariana.

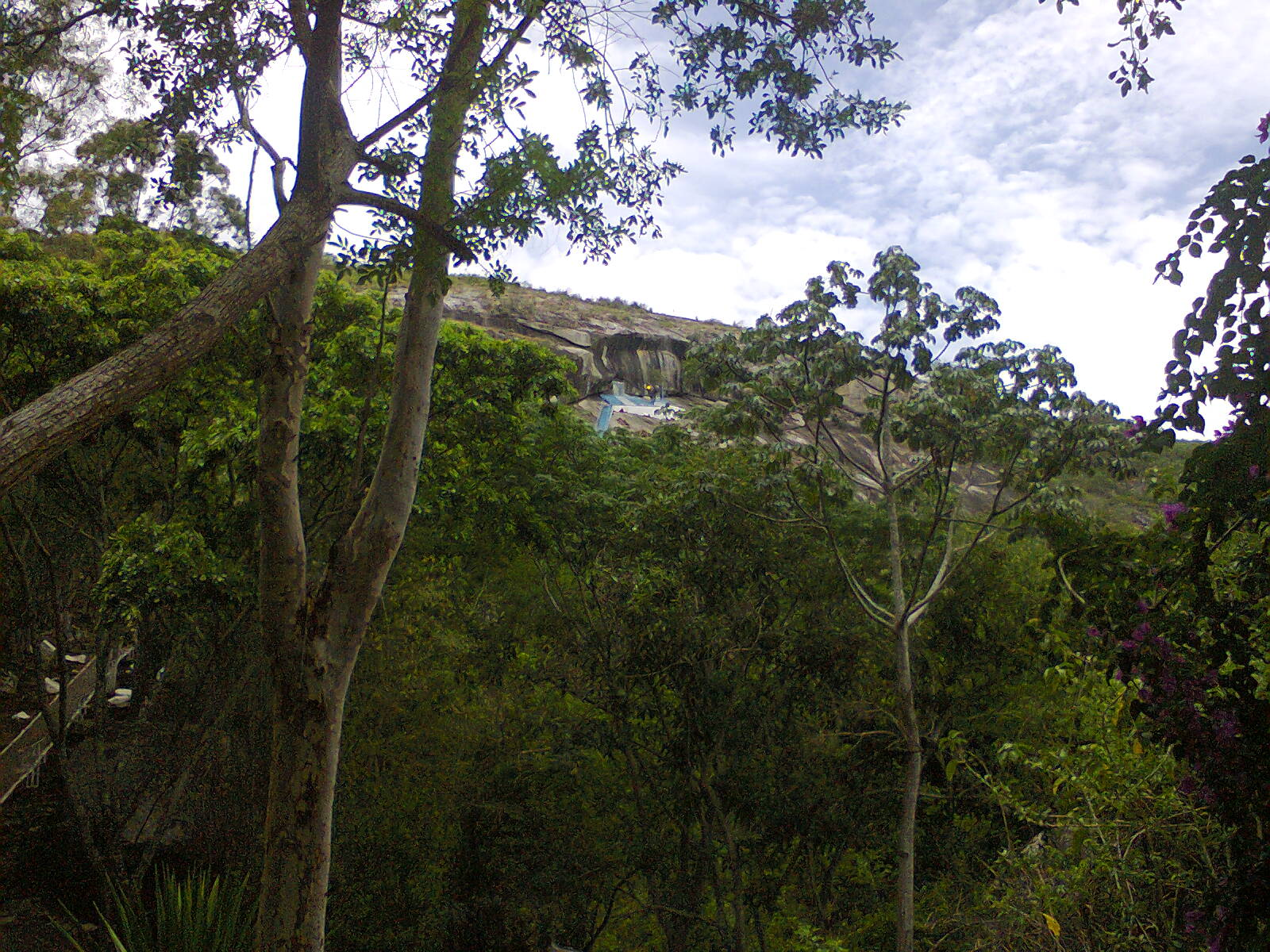
Luogo delle apparizioni: Sítio da Guarda, Cimbres, Pesqueira. 08.3626°S 036.8116°W

Le apparizioni di Cimbres sono una serie di apparizioni della Vergine Maria che sarebbero avvenute nel 1936 e nel 1937 nel distretto di Cimbres, appartenente a Pesqueira, comune del Brasile nello Stato del Pernambuco.

## La storia
La Vergine Maria sarebbe apparsa a due adolescenti, Maria da Luz (che in seguito adottò il nome Adélia in occasione del suo ingresso nella vita religiosa) e Maria da Conceição, che all'epoca dei fatti erano prive di istruzione. L'apparizione avvenne in un inselberg situato vicino a casa, parzialmente coperto da cespugli spinosi e muschio scivoloso, e vicino a profondi canaloni, un luogo pericoloso da raggiungere a piedi. Anche se il clima è semiarido, dopo l'apparizione nell'inselberg ha iniziato a scorrere acqua potabile. Questi eventi divennero famosi per il rigore con cui furono accertati dal missionario tedesco padre Joseph Kehrle, al quale risposero le ragazze analfabete sia in latino che in tedesco, nonché per il contenuto del messaggio che la Vergine Maria avrebbe trasmesso, avvertendo come il Brasile sarebbe stato punito mortalmente con il comunismo.

### Contenuto delle apparizioni
Le apparizioni si ripeterono trenta volte a partire dal 6 agosto 1936. Segue uno dei tanti dialoghi avvenuti tra padre Kehrle, che scrisse le domande in latino o tedesco, e le due ragazze analfabete, che riferirono le risposte che avrebbero avuto dalla Vergine Maria.
Chi sei e cosa vuoi?
«Io sono la Madre della Grazia e vengo ad avvertire il popolo che tre grandi castighi si stanno avvicinando.»
Cosa è necessario fare per deviare le punizioni?
«Penitenza e preghiera.»
Qual è l'invocazione di questa apparizione?
«Delle grazie.»
Cosa significa il sangue che scorre dalle tue mani?
«Il sangue che inonderà il Brasile.»
Il comunismo penetrerà in Brasile?
«Sì.»
Dall'altra parte del paese?
«Sì.»
Anche in campagna?
«No.»
Sacerdoti e vescovi soffriranno molto?
«Sì.»
Sarà come in Spagna?*
«Quasi.»
Quali devozioni dovrebbero essere praticate per allontanare questi mali?
«Al cuore di Gesù e al mio cuore.»
Questa apparizione è la ripetizione di La Salette?
«Sì.» 
*Nota: la guerra civile spagnola, tra monarchici e comunisti, iniziò il mese precedente, il 17 luglio 1936.

## Diffusione
Originariamente, la notizia delle apparizioni era limitata alla regione circostante la città di Pesqueira, da dove proveniva la maggior parte dei pellegrini del santuario.
Il primo articolo sulle apparizioni fu pubblicato sul periodico tedesco Koenigsreuthes Jahrbuch nel 1936.
Il contenuto delle apparizioni è stato, nei tempi moderni, diffuso in tutto il Brasile, principalmente attraverso Internet, per iniziativa di figure conservatrici come il pernambucano padre Paulo Ricardo, il filosofo Olavo de Carvalho (1947-2022), la storica Ana Lígia Lira, l'attrice Cássia Kis, così come la pronipote di suor Adelia, l'ingegnere Auta Maria Monteiro de Carvalho, attraverso il suo libro O Encontro – Nossa Senhora e Irmã Adélia.

## Riconoscimenti ecclesiastici
Sebbene fossero, in un primo momento, viste con sospetto dalle autorità ecclesiali della diocesi di Pesqueira, le apparizioni furono gradualmente accettate come degne di fede dalla Chiesa cattolica che riconobbe, nel 1966, il carattere soprannaturale degli eventi accaduti a Cimbres. Allo stesso tempo è stato avviato il processo di beatificazione di una delle veggenti, Suor Amelia, che corrobora l'approvazione da parte della Chiesa della devozione alla Vergine Maria, con il titolo di Nostra Signora delle Grazie di Cimbres.

## Storia delle manifestazioni mariane locali prima delle apparizioni
Il distretto di Cimbres, teatro delle apparizioni, ha una storia ricca di devozioni mariane ed eventi soprannaturali associati alla Vergine Maria. Essendo all'interno del territorio degli Amerindi Xucuru, il distretto è strettamente legato all'insediamento delle comunità indigene, su iniziativa dei sacerdoti oratoriani, fin dall'inizio del XVII secolo.
Inoltre la regione è stata tormentata dal cangaço, una delle principali fonti di preoccupazione e di preghiera della gente del posto.
Una volta, alcuni sacerdoti rimossero un'immagine della Madonna dal luogo dell'apparizione e la portarono alla presenza dei sacerdoti del villaggio, che la tennero per sé. Secondo quanto riportato all'epoca, quando si svegliarono i sacerdoti non riuscirono a trovare l'immagine che era stata loro portata e iniziarono a cercarla, sospettando che qualcuno potesse averla rubata. Dopo le ricerche, la trovarono nel punto esatto dove era stata trovata il giorno prima, e ancora una volta lo portarono con loro.
Il giorno dopo, l'immagine era di nuovo sparita, e questa volta i sacerdoti andarono dritti al luogo del giorno precedente, dove la ritrovarono. Convinti che tali eventi fossero stati di origine divina, i padri oratoriani eressero una cappella sul luogo dove era stata trovata l'immagine. La Vergine intronizzata nella cappella divenne nota come Nostra Signora delle Montagne, in base alle caratteristiche del luogo del ritrovamento, e divenne oggetto di una speciale devozione da parte degli indigeni Xukuru, che chiamano la Vergine "Tamain".

## Turismo
Il luogo delle apparizioni è oggi anche una popolare destinazione turistica.